# Neseparabilní vlnka
Neseparabilní vlnky jsou vícerozměrné vlnky, které nejsou implementované jako tenzorový součin jednodušších vlnek.
Rozdílem proti separabilním vlnkám je implementace nad neseparabilní mřížkou (např. mřížka quincunx) nebo přímo neseparabilními filtry.
Oproti separabilním vlnkám mají více stupňů volnosti, což následně umožňuje navrhnou lepší filtry.
Mohou například detekovat jevy, které nejsou jasně horizontální, vertikální nebo diagonální (jsou tedy méně anizotropní).

## Příklady
- červenočerné vlnky (red-black wavelets)[1]
- contourlety[2]
- shearlety[3]
- directionlety[4]
- steerable pyramidy[5]
- neseparabilní schémata pro separabilní vlnky[6]